# ダニエル・コリンズ
ダニエル・コリンズ（Danielle Collins, 1993年12月13日 - ）は、アメリカ・フロリダ州セントピーターズバーグ出身の女子プロテニス選手。2022全豪オープン女子シングルスで準優勝を果たした選手である。WTAツアーでシングルス4勝。WTAランキング自己最高位はシングルス8位、ダブルス86位。身長178cm、体重64kg。右利き、バックハンド・ストロークは両手打ち。

## 来歴
6歳からテニスを始める。主催者推薦選手として2014年全米オープンに出場した。1回戦でシモナ・ハレプに 7-6(2), 1-6, 2-6 で敗れた。
2018年3月のマイアミ・オープンでは予選から勝ち上がり、準々決勝でビーナス・ウィリアムズを 6–2, 6–3 で破りベスト4に進出した。7月のシリコンバレー・クラシックでもベスト4に進出した。
2019年全豪オープンでは1回戦で第14シードのユリア・ゲルゲスを 2-6, 7-6(5), 6-4 で破り4大大会初勝利を挙げた。3回戦で第19シードのキャロリン・ガルシアを 6-3, 6-2、4回戦で第2シードのアンゲリク・ケルバーを6-0, 6-2、準々決勝でアナスタシア・パブリュチェンコワを 2-6, 7-5, 6-1 で破りベスト4に進出した。準決勝では第8シードのペトラ・クビトバに 6-7, 0-6 で敗れた。大会後のランキングで自己最高の23位を記録している。
2024年のマイアミ・オープンで1000シリーズ初優勝。

## WTAツアー決勝進出結果

### シングルス: 6回 (4勝2敗)
| 大会グレード                  |
| ----------------------------- |
| グランドスラム (0–1)          |
| WTAファイナルズ (0–0)         |
| WTA1000トーナメント (1–0)     |
| WTAエリート・トロフィー (0–0) |
| WTA500トーナメント (2–1)      |
| WTA250トーナメント (1–0)      |

| 結果   | No. | 決勝日        | 大会           | サーフェス | 対戦相手                   | スコア               |
| ------ | --- | ------------- | -------------- | ---------- | -------------------------- | -------------------- |
| 優勝   | 1.  | 2021年7月25日 | パレルモ       | クレー     | エレナ＝ガブリエラ・ルース | 6-4, 6-2             |
| 優勝   | 2.  | 2021年8月8日  | サンノゼ       | ハード     | ダリア・カサトキナ         | 6-3, 6-7(10-12), 6-1 |
| 準優勝 | 1.  | 2022年1月29日 | 全豪オープン   | ハード     | アシュリー・バーティ       | 3-6, 6-7(2-7)        |
| 優勝   | 3.  | 2024年3月30日 | マイアミ       | ハード     | エレーナ・リバキナ         | 7-5, 6-3             |
| 優勝   | 4.  | 2024年4月7日  | チャールストン | クレー     | ダリア・カサトキナ         | 6-2, 6-1             |
| 準優勝 | 2.  | 2024年5月25日 | ストラスブール | クレー     | マディソン・キーズ         | 1-6, 2-6             |

## 4大大会シングルス成績
略語の説明
| W | F | SF | QF | #R | RR | Q# | LQ | A | Z# | PO | G | S | B | NMS | P | NH |

W=優勝, F=準優勝, SF=ベスト4, QF=ベスト8, #R=#回戦敗退, RR=ラウンドロビン敗退, Q#=予選#回戦敗退, LQ=予選敗退, A=大会不参加, Z#=デビスカップ/BJKカップ地域ゾーン, PO=デビスカップ/BJKカッププレーオフ, G=オリンピック金メダル, S=オリンピック銀メダル, B=オリンピック銅メダル, NMS=マスターズシリーズから降格, P=開催延期, NH=開催なし.
| 大会           | 2014 | 2015 | 2016 | 2017 | 2018 | 2019 | 2020 | 2021 | 2022 | 2023 | 2024 | 2025 | 通算成績 |
| -------------- | ---- | ---- | ---- | ---- | ---- | ---- | ---- | ---- | ---- | ---- | ---- | ---- | -------- |
| 全豪オープン   | A    | A    | A    | A    | LQ   | SF   | 2R   | 2R   | F    | 3R   | 2R   | 3R   | 18–7     |
| 全仏オープン   | A    | A    | A    | A    | 1R   | 2R   | QF   | 3R   | 2R   | 1R   | 2R   | 2R   | 10–8     |
| ウィンブルドン | A    | A    | A    | LQ   | 1R   | 3R   | NH   | 2R   | 1R   | 2R   | 4R   | 3R   | 9–7      |
| 全米オープン   | 1R   | A    | 1R   | LQ   | 1R   | 2R   | 1R   | 3R   | 4R   | 2R   | 1R   |      | 7–9      |